# Domesmont
Domesmont (picardisch: Domémont) ist eine nordfranzösische Gemeinde mit 44 Einwohnern (Stand 1. Januar 2022) im Département Somme in der Region Hauts-de-France. Die Gemeinde liegt im Arrondissement Amiens und ist Teil der Communauté de communes du Territoire Nord Picardie und des Kantons Doullens.

## Geographie
Die Gemeinde liegt rund zwei Kilometer südwestlich von Bernaville. Im Westen wird das Gemeindegebiet mit ausgeprägten Geländestufen abgeschlossen.

## Toponymie und Geschichte
Historisch wird die Gemeinde als Dommainmont (1130) und Dummemum bezeichnet.
Ein Schloss ist für das 11. Jahrhundert bezeugt. Im 12. Jahrhundert unterstand der Ort der Priorei von Augustiner-Chorherren im benachbarten Épécamps. Die Kirche wurde im 16. Jahrhundert errichtet.

## Einwohner
| 1962 | 1968 | 1975 | 1982 | 1990 | 1999 | 2006 | 2011 |
| ---- | ---- | ---- | ---- | ---- | ---- | ---- | ---- |
| 53   | 71   | 63   | 60   | 52   | 44   | 40   | 43   |

## Verwaltung
Bürgermeister (maire) ist seit 1983 Joël Bazin.

## Sehenswürdigkeiten

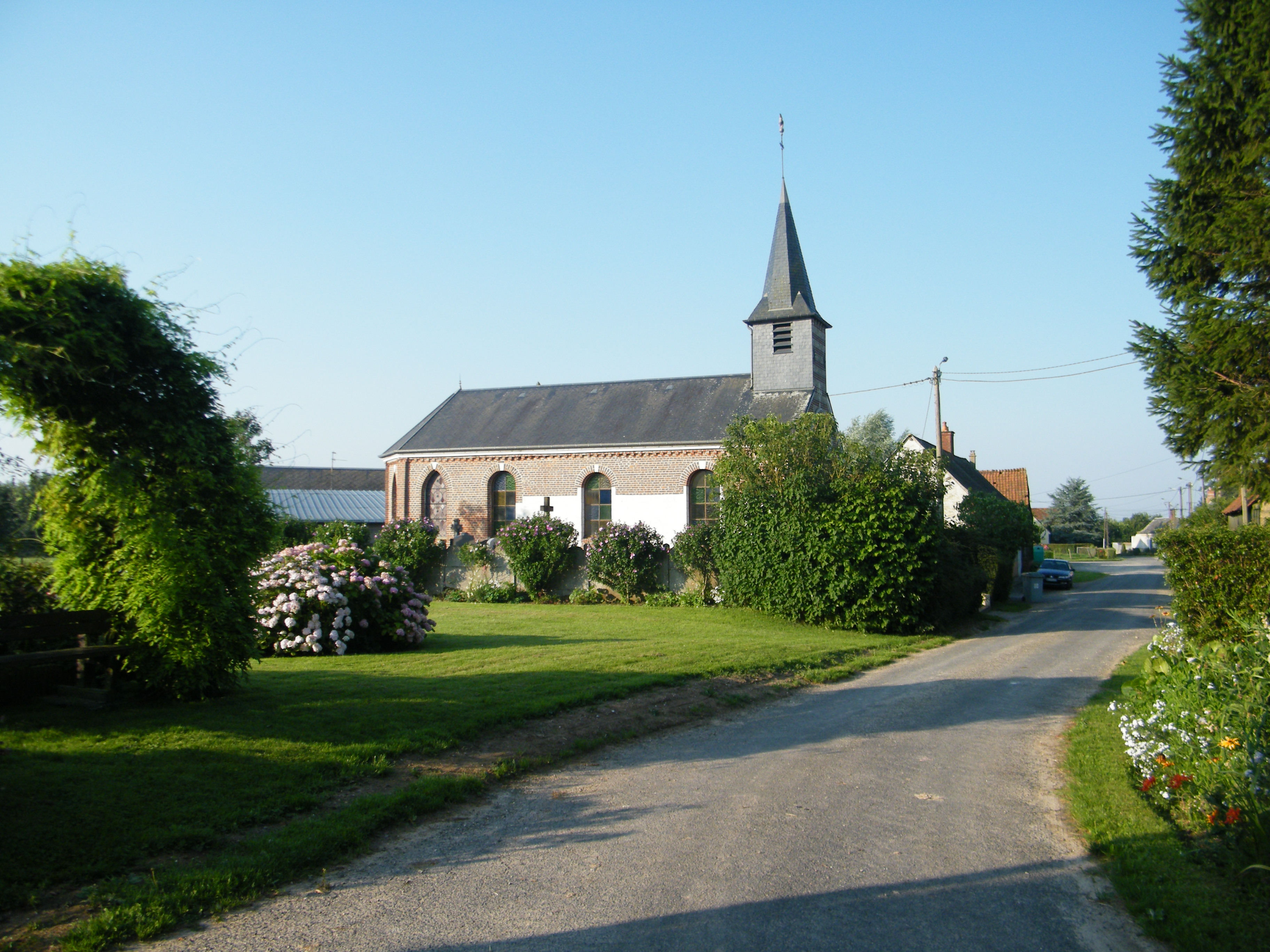
Kirche Saint-Nicolas

- Kirche Saint-Nicolas